# Pefkochóri
Pefkochóri (Pefkohori, Kapsochora, Pefkochori) är en ort i Grekland.   Den ligger i prefekturen Chalkidike och regionen Mellersta Makedonien, i den nordöstra delen av landet, 220 km norr om huvudstaden Aten. Pefkochóri ligger 15 meter över havet och antalet invånare är 1 931.
Terrängen runt Pefkochóri är kuperad åt sydväst, men norrut är den platt. Havet är nära Pefkochóri åt nordost. Runt Pefkochóri är det ganska glesbefolkat, med 42 invånare per kvadratkilometer. Närmaste större samhälle är Néos Marmarás, 18,9 km nordost om Pefkochóri. 